# Father Lefty
Father Lefty è un film per la televisione del 2002 con Danny Nucci, sceneggiato e prodotto da Sylvester Stallone.

## Produzione
La pellicola è stata prodotta dalla CBS, uno dei più grandi network televisivi presenti negli Stati Uniti d'America e dalla Paramount Television.
Questo film avrebbe dovuto essere l'episodio pilota di una serie tv, ma nessuno comprò i diritti e rimase senza distribuzione, quindi non furono fatti altri episodi.

### Riprese
Il film è stato girato a Miami.